# Гамбини, Бьянко Спартако
Бьянко Спартако Гамбини (итал. Bianco Spartaco Gambini; 18 июля 1893, Сан-Паулу — 18 августа 1966, Сан-Паулу) — бразильский футболист итальянского происхождения, защитник. Автор первого гола в истории «Палмейраса».

## Карьера
Бьянко начал свою карьеру в возрасте 12 лет, выступая за клуб «Тирадентес». В возрасте 19 лет он уехал из Бразилии в Аргентину. Там Гамбини играл за клуб второго дивизиона «Эстудиантиль Портеньо». В 1913 году Бьянко вернулся в Бразилию и провёл два сезона в «Коринтиансе», выступая на позиции полузащитника. С этим клубом он в 1914 году выиграл свой первый трофей — чемпионат штата Сан-Паулу, при этом он выводил «Коринтианс» на поле в качестве капитана команды.
В 1915 году Бьянко перешёл в «Палестра Италию», который был образован ушедшими из «Коринтианса» итальянцами. 24 января 1915 года Гамбини забил первый мяч в истории «Палестры» в первом матче команды с клубом «Савойя», который завершился победой его команды 2:0. В том же матче он был на поле в качестве капитана команды, а затем занимал этот пост в клубе до завершения своей карьеры. Также в 1915 году он недолго играл за «Маккензи Коллеж», из-за того, что «Палестра» слишком поздно подал заявку на регистрацию в чемпионате Сан-Паулу. Бьянко выступал за «Палестру» в течение 12 лет. Он выиграл с клубом три чемпионата штата. В 1926 году Бьянко провёл 1 товарищеский матч за «Коринтианс» против клуба «АА Палмейрас».
По завершении карьеры футболиста он остался в структуре «Палмейраса» и даже поработал главным тренером команды, приведя её в 1931 и 1944 годах к победе в чемпионате штата.

## Международная карьера
11 мая 1919 года Бьянко дебютировал в составе сборной Бразилии на чемпионате Южной Америки в игре с Чили, завершившейся победой бразильцев 6:0. Всего на южноамериканском первенстве он провёл 5 игр, включая финальный, в которой бразильцы победили Уругвай и выиграли свой первый в истории международный трофей. Последний матч за сборную Гамбини провёл 1 июля 1919 года; в нём Бразилия сыграла вничью с Аргентиной 3:3.

## Достижения

### Как игрок
- Чемпион штата Сан-Паулу: 1914, 1920, 1926, 1927
- Чемпион Южной Америки: 1919

### Как тренер
- Чемпион штата Сан-Паулу: 1931, 1944